# 브라이언 허버트
브라이언 파트릭 허버트(영어: Brian Patrick Herbert, 1947년 6월 29일 ~ )는 미국의 소설가이다.
허버트는 작가 케빈 J. 앤더슨과의 공동 작업으로 유명하며, 앤더슨과 함께 아버지의 1965년 공상과학 소설인 듄의 여러 속편을 집필했으며 이 모든 작품이 뉴욕타임스 베스트 셀러 목록에 올랐다.